# جلكي نهرية
جلكى نهرية (الاسم العلمي: Lampetra fluviatilis) هي نوع من الحيوانات المائية يتبع جنس جلكى لاحسة الحجر من فصيلة الجلكية.